# 约翰·哈钦松

约翰·哈钦松，OBE，FRS（英語：John Hutchinson）（1884年4月7日—1972年9月2日）是英国植物学家，对植物分类学有很大贡献。
哈钦松出生于诺森伯兰郡的伯里本，他在达勒姆接受了园艺训练，1904年，到皇家植物园做实习园艺师，由于他的绘画能力和对植物分类的认识，1905年被指定到标本室工作，先作为印度部助理，后来成为非洲热带部助理，1915年-1919年成为印度部主任，1919年-1936年为非洲部主任，然后成为植物园博物馆馆长，1948年退休，但仍然进行显花植物的研究，并出版了两部《显花植物分属》。
他于1928年-1929年和1930年两次到南非采集植物标本。他制定了一个新的被子植物门的哈钦松分类法，将这些植物分为草本和木本两大类，认为从木兰目演化出木本植物，从毛茛目演化出草本植物，认为这两支是平行发展的，单子叶植物起源于双子叶植物的毛茛目。他的这种分类法目前已经被大多数植物学家所否定，但他对植物形态的精确描述，利用图谱和检索工具的方法仍然被肯定。
1934年，他获得圣安德鲁斯大学的名誉博士学位，1944年获得维多利亚勋章，1947年被选为皇家学会院士，1958年，获得达尔文-华莱士奖章，1965年获得林奈奖章，在他刚去世前获得OBE勳銜。
他在伦敦逝世，墓前被同事们放上一个用南非的花编织的花圈。

## 主要著作
- 《普通野花》（Common Wild Flowers，1945年）
- 《普通野花续》（More Common Wild Flowers，1948年）
- 《不普通的野花》（Uncommon Wild Flowers，1950年）
- 《不列颠野花》（British Wild Flowers，1955年）
- （合著者罗纳德·梅尔维尔，1948年）
- 《一位南非植物学家》（A Botanist in Southern Africa，1946年）
- 《热带西非植物》（Flora of West Tropical Africa）
- 《显花植物分科：根据它们发生史的新分类方法》（The Families of Flowering Plants: Arranged According to a New System Based on Their Probable Phylogeny）
- 《显花植物分属》（The Genera of Flowering Plants，死后发行，1964年）
- 《显花植物的演化和发生》（Evolution and Phylogeny of Flowering Plants，1969年）